# Otakar Plundr
Otakar Plundr (4. června 1911 Liblice – 1996) byl československý právník zabývající se civilním právem procesním, soudce a později vysokoškolský pedagog, zastávající vedoucí funkce na Právnické fakultě Univerzity Karlovy.

## Biografie
Narodil se 4. června 1911 v Liblicích u Českého Brodu. Maturoval na českobrodském gymnáziu. Roku 1935 zakončil studia na Právnické fakultě Univerzity Karlovy a nastoupil na justiční dráhu. Jako soudce působil u Okresního soudu v Českém Brodu. V roce 1945 byl pověřen vyšetřováním kolaborace v českobrodském okresu. Jako předseda vyšetřovací komise vyšetřoval přes 600 případů a předal je mimořádnému lidovému soudu. V rámci vyšetřovací činnosti jím vedená komise také předvolala zadrženého pracovníka gestapa Adolfa Kolínského, z jehož výslechu bylo zjištěno, že Kolínský ukrýval a vynášel z pankrácké věznice motáky některých vězňů. Jedním z nich byl i Julius Fučík. Fučíkovy motáky byly proto z podnětu českobrodské vyšetřovací komise vypátrány, díky čemuž mohly být následně vydány v jejich proslulé sbírce Reportáž psaná na oprátce.
Po osvobození byl jako soudce přidělen k Okresnímu civilnímu soudu Praha-východ. V roce 1948 se stal ředitelem Právnické školy pracujících, počátkem 50. let působil jako generální sekretář Nejvyššího správního soudu. Po jeho zrušení nastoupil na Právnickou fakultu Univerzity Karlovy, kde nejdříve vedl oddělení pro studium při zaměstnání a později začal vyučovat na občanské právo procesní. Roku 1961 byl jmenován docentem, později byl jmenován profesorem. Jeho stěžejním dílem je učebnice Organizace justice a prokuratury, která je dnešními kritiky ceněna za ve své době ojedinělý pokus o komparatistické pojetí v právně-vědecké práci. Kromě vědeckých publikací vypracoval několik posudků k rozhodnutím a stanoviskům republikových nejvyšších soudů i federálního nejvyššího soudu.
Na právnické fakultě zastával řadu vedoucích pozic – v letech 1955–1959 byl proděkanem pro mimořádné formy studia, v akademickém roce 1962/63 byl proděkanem pro přestavbu studia a v letech 1963–1966 byl proděkanem pro interní studium. Roku 1966 byl jmenován děkanem. V čele fakulty setrval do konce roku 1969. V lednu 1969 se zúčastnil spolu s dalšími děkany fakult Univerzity Karlovy pohřbu Jana Palacha. Po nástupu normalizace již ve vedení fakulty nepůsobil, ale vyučoval na ní až do konce 80. let.